# SosMula
Vinicius „Vinny” Sosa, znany pod pseudonimem SosMula (ur. 19 kwietnia 1988 w São Paulo) – brazylijsko-amerykański raper i autor tekstów. Członek zespołu City Morgue.

## Życiorys
Sosa spędził swoje wczesne lata w São Paulo, gdzie się urodził. Wyemigrował do Stanów Zjednoczonych w 1990 roku w wieku 2 lat. Jest synem właściciela salonu tatuażu, w 2017 roku trafił do więzienia za zarzut posiadania narkotyków, tam poznał innego rapera ZillaKami. Kilka dni po zwolnieniu z więzienia, SosMula utworzył zespół City Morgue wraz z ZillaKami. Zespół stał się popularny po wydaniu takich utworów jak: “Shinners 13,” “Wardog Anthem,” “SK8 Head”, które zdobyły miliony odsłuchań w serwisach streamingowych i na YouTube. W sierpniu 2018 roku zespół wydał swoją debiutancką EP, zatytułowaną "Be Patient". 12 października 2018 roku City Morgue wydało swój debiutancki album „City Morgue Vol 1: Hell or High Water”, a wkrótce potem ich trasa koncertowa promująca album została wyprzedana. Od 24 lipca do 23 sierpnia brał udział w trasie koncertowej Suicideboys Grey Day jako część City Morgue, wraz z: Turnstile, Denzel Curry, Trash Talk, Pouya, Germ, Shoreline Mafia i Night Lovell. 13 grudnia 2019 City Morgue wydało swój drugi album „City Morgue Vol 2: As Good As Dead”. Wersja deluxe wspomnianego albumu, zawierająca kilka nowych utworów, została wydana 15 maja 2020 roku. 31 lipca 2020 City Morgue wydało swój mixtape „Toxic Boogaloo”, w międzyczasie SosMula zaczął wydawać solowe utwory takie jak: 1K Shotz czy V12. 20 sierpnia 2021 r. Sosa wydał swój debiutancki album 13 SONGS 2 DIE 2. 15 października City Morgue wydało kolejny album City Morgue Vol 3: Bottom of the Barrel. 22 kwietnia 2022r. SosMula wydał swój drugi album 2 HIGH 2 DIE. 2 grudnia Sosa opublikował trzeci album studyjny Sleez Machine. 
7 grudnia 2022 roku City Morgue oficjalnie ogłosili w mediach społecznościowych swoją ostatnią trasę koncertową zatytułowaną „My Bloody America”, która potrwa od 29 marca 2023 roku do 13 maja 2023 roku.

## Dyskografia

### Solo

#### Albumy studyjne
- 13 SONGS 2 DIE 2 (2021)
- 2 HIGH 2 DIE (2022)
- Sleez Machine (2022)
- Sleez Religion (2024)

### EP
- Body Bag Musik (wraz z OTL Beezy) (2022)
- CrashOutBoyz (wraz z Ryder Johnson) (2022)

#### Single
- 1K Shotz feat. Bonez MC (2019)
- BUNNY (2019)
- Vanilla Sky (2021)
- Criminal (2021)
- STAIN (2021)
- YAKUZA 2000 (2022)
- SNAP (2022)

### JakoCity Morgue
- City Morgue Vol. 1: Hell or High Water (2018)
- City Morgue Vol. 2: As Good as Dead (2019)
- TOXIC BOOGALOO (2020)
- City Morgue Vol 3: Bottom of the Barrel (2021)
- My Bloody America (2023)

EP
- Be Patient (2018)
- $MOKE UNDER THE WATER (wraz z Keith Ape) (2022)